# Ham-les-Moines
Ham-les-Moines és un municipi francès situat al departament de les Ardenes i a la regió del Gran Est. L'any 2007 tenia 353 habitants.

## Demografia

### Població
El 2007 la població de fet de Ham-les-Moines era de 353 persones. Hi havia 121 famílies de les quals 20 eren unipersonals (4 homes vivint sols i 16 dones vivint soles), 36 parelles sense fills, 61 parelles amb fills i 4 famílies monoparentals amb fills.
La població ha evolucionat segons el següent gràfic:
Habitants censats

### Habitatges
El 2007 hi havia 138 habitatges, 127 eren l'habitatge principal de la família, 1 era una segona residència i 10 estaven desocupats. 137 eren cases i 1 era un apartament. Dels 127 habitatges principals, 113 estaven ocupats pels seus propietaris i 13 estaven llogats i ocupats pels llogaters; 10 tenien tres cambres, 25 en tenien quatre i 91 en tenien cinc o més. 89 habitatges disposaven pel capbaix d'una plaça de pàrquing. A 45 habitatges hi havia un automòbil i a 74 n'hi havia dos o més.

### Piràmide de població
La piràmide de població per edats i sexe el 2009 era:
| Homes | Edats   | Dones |
| ----- | ------- | ----- |
| 0     | 95 o +  | 0     |
| 0     | 90 a 94 | 4     |
| 0     | 85 a 89 | 0     |
| 0     | 80 a 84 | 0     |
| 0     | 75 a 79 | 4     |
| 4     | 70 a 74 | 4     |
| 0     | 65 a 69 | 4     |
| 8     | 60 a 64 | 8     |
| 12    | 55 a 59 | 8     |
| 12    | 50 a 54 | 8     |
| 12    | 45 a 49 | 16    |
| 8     | 40 a 44 | 12    |
| 16    | 35 a 39 | 20    |
| 32    | 30 a 34 | 28    |
| 8     | 25 a 29 | 4     |
| 12    | 20 a 24 | 12    |
| 12    | 15 a 19 | 20    |
| 16    | 10 a 14 | 28    |
| 20    | 5 a 9   | 12    |
| 8     | 0 a 4   | 20    |

## Economia
El 2007 la població en edat de treballar era de 249 persones, 177 eren actives i 72 eren inactives. De les 177 persones actives 159 estaven ocupades (86 homes i 73 dones) i 18 estaven aturades (7 homes i 11 dones). De les 72 persones inactives 24 estaven jubilades, 22 estaven estudiant i 26 estaven classificades com a «altres inactius».

### Ingressos
El 2009 a Ham-les-Moines hi havia 137 unitats fiscals que integraven 386 persones, la mediana anual d'ingressos fiscals per persona era de 19.093 €.

### Activitats econòmiques
Dels 11 establiments que hi havia el 2007, 1 era d'una empresa de fabricació d'elements pel transport, 1 d'una empresa de fabricació d'altres productes industrials, 2 d'empreses de construcció, 2 d'empreses de comerç i reparació d'automòbils, 1 d'una empresa de transport, 1 d'una empresa d'hostatgeria i restauració, 1 d'una empresa d'informació i comunicació, 1 d'una empresa de serveis i 1 d'una empresa classificada com a «altres activitats de serveis».
Dels 5 establiments de servei als particulars que hi havia el 2009, 1 era un taller de reparació d'automòbils i de material agrícola, 1 fusteria, 1 lampisteria, 1 perruqueria i 1 restaurant.

## Poblacions més properes
El següent diagrama mostra les poblacions més properes.